# ピアノ協奏曲第22番 (モーツァルト)
ピアノ協奏曲第22番 変ホ長調 K. 482 は、ヴォルフガング・アマデウス・モーツァルトが1785年に作曲したピアノ協奏曲である。

## 概要

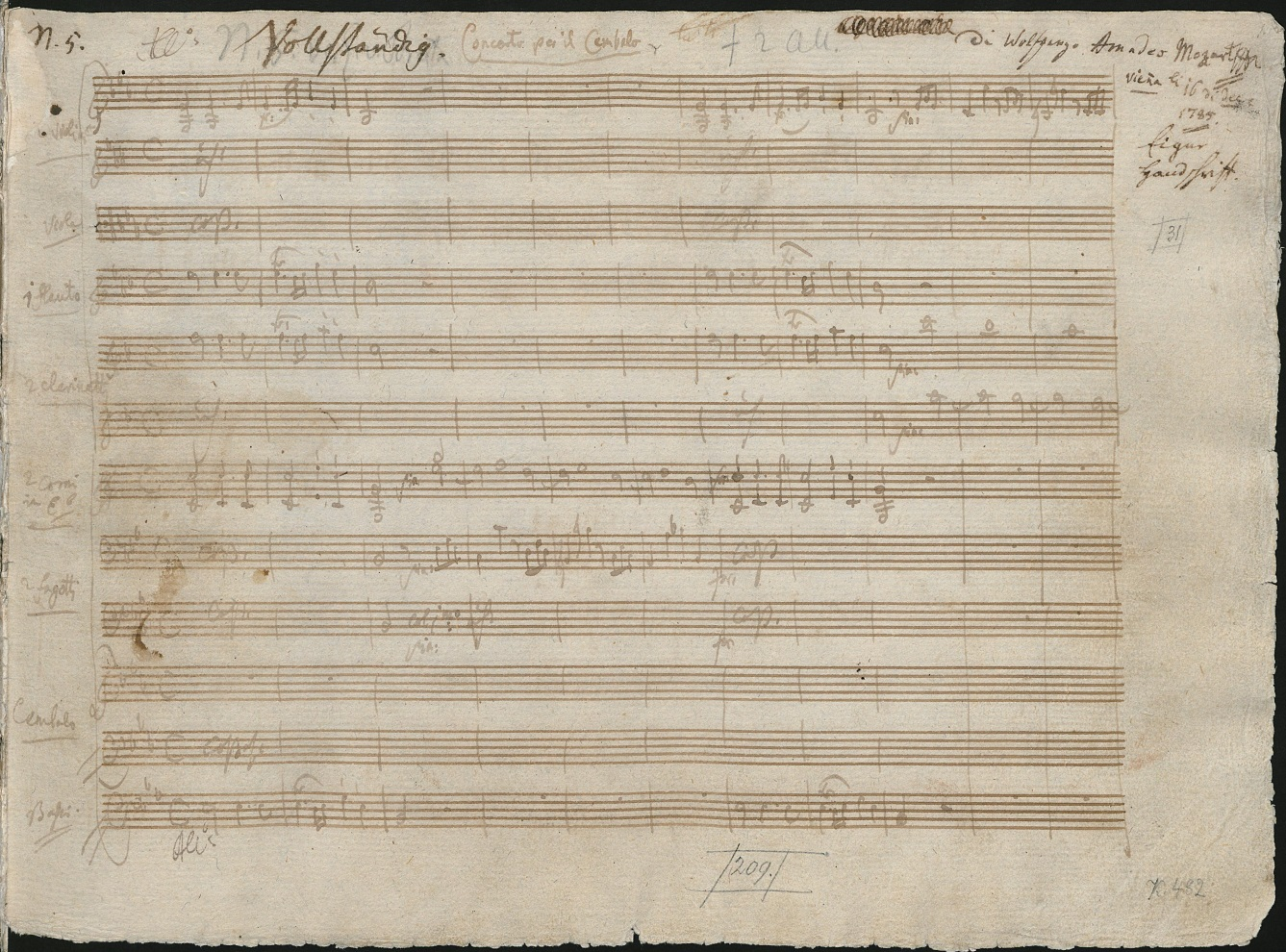
ピアノ協奏曲第22番の自筆譜

本作は1785年12月16日にウィーンで作曲されたもので、第20番（K. 466）と第21番（K. 467）の両傑作を生み出したあとの一連の協奏曲群は、次第に作曲者の内面を表現する傾向のものに変化していった。
第20番と第21番の関係と同じく、第23番（K. 488）とセットで書かれ、それらは共にオーボエが省かれてクラリネットが使用されるなど、編成的にも新しい試みが見られる。
モーツァルトの弟子のヨハン・ネポムク・フンメルは、ピアノ・フルート・ヴァイオリン・チェロ用の編曲を残しており、白神典子らが録音している。

## 楽器編成
独奏ピアノ、フルート1、クラリネット2、ファゴット2、ホルン2、トランペット2、ティンパニ、弦五部。

## 曲の構成
全3楽章、演奏時間は約34分。甘美な第23番と比べ人気は一歩及ばないが、典雅で祝祭的な主題で始まる第1楽章、物思いに沈むような深い叙情を湛えた短調の第2楽章、活き活きとした旋律美で聴かせる第3楽章と聞かせどころの多い佳作に仕上がっている。
- 第1楽章 アレグロ
変ホ長調、4分の4拍子、ソナタ形式。
お使いのブラウザーでは、音声再生がサポートされていません。音声ファイルをダウンロードをお試しください。
自身が交響曲第19番でも用いた、モーツァルト好みの音型で開始される。がっちりした形式を持ち、後期の一連の協奏曲郡に見られる、管楽器の対位法的な掛け合いが、この作品にもふんだんに用いられている。
- 第2楽章 アンダンテ
ハ短調、8分の3拍子、変奏曲形式。
お使いのブラウザーでは、音声再生がサポートされていません。音声ファイルをダウンロードをお試しください。
後期のモーツァルトの特徴である、深く考え込むような緩徐楽章。ハ短調と変ホ長調の間を行ったり来たりし、中間部はハ長調となるなど、ドラマチックである。チェロとコントラバスが実音で2オクターブ（記譜は1オクターブ）の間隔をあけて重ねられるなど、音響的にも工夫が見られる。
- 第3楽章 アレグロ
変ホ長調、8分の6拍子、ロンド形式。
お使いのブラウザーでは、音声再生がサポートされていません。音声ファイルをダウンロードをお試しください。
ロンド主題は驚くほど簡素であるが、豊かな楽想によって曲が彩られていく。中間部は一転して4分の3拍子となり、アンダンティーノ・カンタービレと指示されたクラリネットによる変イ長調の甘い旋律が歌われる。